# Beauval
Beauval (picardisch: Bieuvo) ist eine nordfranzösische Gemeinde mit 1953 Einwohnern (Stand 1. Januar 2022) im Département Somme in der Region Hauts-de-France. Die Gemeinde gehört zum Kanton Doullens und ist Teil der Communauté de communes du Territoire Nord Picardie.

## Geographie
Die an der Route nationale 25 sechs Kilometer südlich von Doullens gelegene Gemeinde, wurde ab 1891 von einer von den Chemins de fer départementaux de la Somme betriebenen schmalspurigen Nebenbahnstrecke von Albert nach Doullens bedient, die 1949 eingestellt wurde.

## Geschichte
Gegen Ende des 19. Jahrhunderts wurden in Beauval Phosphatvorkommen entdeckt und erschlossen. Auch die Textilindustrie hatte hier einen Standort.

## Einwohner
| 1962 | 1968 | 1975 | 1982 | 1990 | 1999 | 2006 | 2010 |
| ---- | ---- | ---- | ---- | ---- | ---- | ---- | ---- |
| 2173 | 2192 | 2206 | 2274 | 2286 | 2243 | 2140 | 2145 |

## Verwaltung
Bürgermeister (maire) ist seit 2001 Pierre Lucas.

## Sehenswürdigkeiten

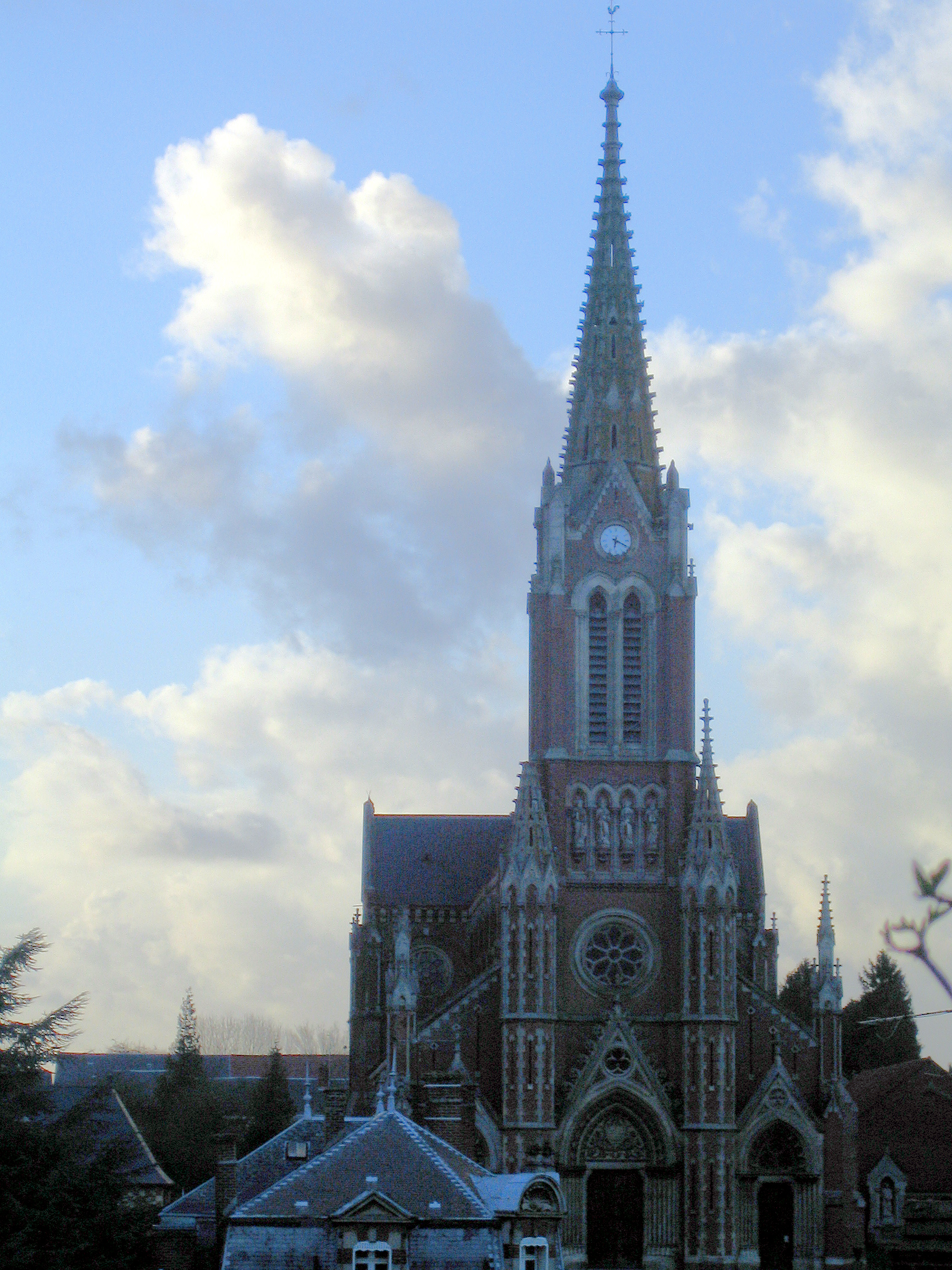
Die Kirche von Beauval

- Neugotische, von Victor Delefortie errichtete Kirche Saint-Michel.
- Kriegerdenkmal
- Soldatenfriedhof (Nécropole nationale)